# Municipio de Green (condado de Scioto)
El municipio de Green (en inglés: Green Township) es un municipio ubicado en el condado de Scioto en el estado estadounidense de Ohio. En el año 2010 tenía una población de 4381 habitantes y una densidad poblacional de 43,07 personas por km².

## Geografía
El municipio de Green se encuentra ubicado en las coordenadas 38°38′21″N 82°48′23″O / 38.63917, -82.80639. Según la Oficina del Censo de los Estados Unidos, el municipio tiene una superficie total de 101.73 km², de la cual 99,43 km² corresponden a tierra firme y (2,26 %) 2,3 km² es agua.

## Demografía
Según el censo de 2010, había 4381 personas residiendo en el municipio de Green. La densidad de población era de 43,07 hab./km². De los 4381 habitantes, el municipio de Green estaba compuesto por el 94,04 % blancos, el 3,79 % eran afroamericanos, el 0,48 % eran amerindios, el 0,46 % eran asiáticos, el 0,39 % eran de otras razas y el 0,84 % eran de una mezcla de razas. Del total de la población el 0,73 % eran hispanos o latinos de cualquier raza.